# August Loschge
August Loschge (* 17. November 1881 in Neumarkt in der Oberpfalz; † 12. November 1965 in Brannenburg) war ein deutscher Maschinenbauingenieur und Hochschullehrer.

## Leben
August Loschge war ein Sohn des Schlossermeisters Friedrich Wilhelm Loschge (1836–1900) und dessen Frau Margarete (1850–1910), geborene Lippert. Nach dem Besuch von Realschule und Industrieschule in Nürnberg studierte er an der Technischen Hochschule (TH) München bis zum Jahr 1903 Maschinenbau. Im Anschluss an sein Studium war er  im Dampfturbinenbau bei MAN in Nürnberg und Brown Boveri in Mannheim tätig. Im Jahr 1909 wurde er Assistent von Moritz Schröter am Lehrstuhl für Theoretische Maschinenlehre der TH München. Dort war Loschge  am Aufbau des neuen Versuchslaboratoriums für Wärmekraftmaschinen sowie des Heizkraftwerks der Hochschule beteiligt. 1910 wurde er promoviert, 1913 habilitiert. Während des Ersten Weltkriegs leistete er zwei Jahre Kriegsdienst und wurde 1918 außerordentlicher Professor an der TH München, der 1922 (nach anderen Angaben: 1920) eine ordentliche Professur für Dampfkessel und -turbinen sowie Wärmekraftmaschinen und Wärmewirtschaft allgemein folgte. Bis zu seiner Emeritierung im Jahr 1951 hatte Loschge diesen Lehrstuhl inne und war parallel dazu Direktor des Laboratoriums für Wärmekraftmaschinen der TH München, das er in den nachfolgenden zwei Jahren noch kommissarisch leitete. Er war maßgeblich an der Einführung des Studiengangs Verfahrenstechnik an der TH München beteiligt.
August Loschge gehörte dem Verein Deutscher Ingenieure (VDI) mit der Mitgliedsnummer 04063 an. Er hatte wesentlichen Anteil am Wiederaufleben der Vereinstätigkeiten des VDI nach dem Zweiten Weltkrieg. Der VDI-Bezirksverein München, Ober- und Niederbayern ernannte ihn zum Ehrenmitglied. Im Jahr 1965 wurde er mit dem Bayerischen Verdienstorden ausgezeichnet.
August Loschge war seit 1912 mit Gisela (1881–1963), geborene Reich, verheiratet. Die Ehe blieb kinderlos.

## Schriften (Auswahl)
- Neue Beiträge zur Dampfturbinentheorie. Dissertationsschrift. München 1910.
- Über den Ausfluß des Dampfes aus Mündungen. Springer, Berlin/Heidelberg 1913.
- Wärmekraft- und Wärmearbeitsmaschinen. Akademische Verlagsgesellschaft, Leipzig 1929.
- Konstruktionen aus dem Dampfturbinenbau. J. Springer, Berlin 1938 (zusammen mit Karl Schnakig; erschien 1955 in einer zweiten neubearbeiteten Auflage in Zusammenarbeit mit Heinz Blenke und Karl Rüger).